# Alexander Wennberg
Alexander Wennberg (né le 22 septembre 1994 à Nacka en Suède) est un joueur professionnel suédois de hockey sur glace. Il évolue au poste de centre.

## Biographie

### Carrière en club
Formé au Boo IF, il rejoint les équipes de jeunes du Djurgården Hockey en 2010. Il joue son premier match senior en 2012 avec l'équipe première, pensionnaire de l'Elitserien. Lors du repêchage d'entrée dans la LNH 2013, il est choisi au premier tour, à la quatorzième place au total par les Blue Jackets de Columbus. Il part en Amérique du Nord en 2014. Il joue son premier match dans la Ligue nationale de hockey le 9 octobre 2014 chez les Sabres de Buffalo et enregistre sa première assistance. Il marque son premier but le 22 décembre 2014 contre les Predators de Nashville.
Le 1er septembre 2017, il s'entend avec les Blue Jackets sur un contrat de six ans, évalué à 29,4 millions $. Le 8 octobre 2020, il est soumis au ballottage dans le but de racheter les trois dernières années de son contrat. Le nouveau directeur général des Panthers de la Floride, Bill Zito, précédemment membre de l'organisation des Blue Jackets, lui offre ensuite un contrat d'une saison.
Devenu agent libre après son contrat avec les Panthers, il signe un contrat de trois ans, d'une valeur de 13,5 millions $ avec le Kraken de Seattle le 28 juillet 2021. Écoulant la dernière année de son contrat et à l'approche de la date limite des transactions en 2024, il est échangé aux Rangers de New York contre un choix de deuxième ronde en 2024 et d'un choix de quatrième tour en 2025.

### Carrière internationale
Il représente la Suède au niveau international. Il prend part aux sélections jeunes.

## Statistiques

### En club
| Saison     | Équipe                   | Ligue       |     | Saison régulière | Saison régulière | Saison régulière | Saison régulière | Saison régulière |   | Séries éliminatoires | Séries éliminatoires | Séries éliminatoires | Séries éliminatoires | Séries éliminatoires |
| Saison     | Équipe                   | Ligue       | PJ  | B                | A                | Pts              | Pun              | PJ               | B | A                    | Pts                  | Pun                  |                      |                      |
| 2011-2012  | Djurgården Hockey        | Elitserien  | 1   | 0                | 0                | 0                | 0                | -                | - | -                    | -                    | -                    |                      |                      |
| 2012-2013  | Djurgården Hockey        | Allsvenskan | 46  | 14               | 18               | 32               | 14               | 3                | 0 | 3                    | 3                    | 0                    |                      |                      |
| 2013-2014  | Frölunda HC              | SHL         | 50  | 16               | 5                | 21               | 8                | 7                | 1 | 0                    | 1                    | 0                    |                      |                      |
| 2014-2015  | Blue Jackets de Columbus | LNH         | 68  | 4                | 16               | 20               | 22               | -                | - | -                    | -                    | -                    |                      |                      |
| 2014-2015  | Falcons de Springfield   | LAH         | 6   | 0                | 3                | 3                | 12               | -                | - | -                    | -                    | -                    |                      |                      |
| 2015-2016  | Blue Jackets de Columbus | LNH         | 69  | 8                | 32               | 40               | 2                | -                | - | -                    | -                    | -                    |                      |                      |
| 2016-2017  | Blue Jackets de Columbus | LNH         | 80  | 13               | 46               | 59               | 21               | 5                | 0 | 1                    | 1                    | 2                    |                      |                      |
| 2017-2018  | Blue Jackets de Columbus | LNH         | 66  | 8                | 27               | 35               | 12               | 3                | 1 | 1                    | 2                    | 0                    |                      |                      |
| 2018-2019  | Blue Jackets de Columbus | LNH         | 75  | 2                | 23               | 25               | 12               | 4                | 0 | 0                    | 0                    | 0                    |                      |                      |
| 2019-2020  | Blue Jackets de Columbus | LNH         | 57  | 5                | 17               | 22               | 16               | 10               | 3 | 2                    | 5                    | 2                    |                      |                      |
| 2020-2021  | Panthers de la Floride   | LNH         | 56  | 17               | 12               | 29               | 8                | 6                | 1 | 1                    | 2                    | 0                    |                      |                      |
| 2021-2022  | Kraken de Seattle        | LNH         | 80  | 11               | 26               | 37               | 28               | -                | - | -                    | -                    | -                    |                      |                      |
| 2022-2023  | Kraken de Seattle        | LNH         | 82  | 13               | 25               | 38               | 20               | 14               | 2 | 5                    | 7                    | 2                    |                      |                      |
| 2023-2024  | Kraken de Seattle        | LNH         | 60  | 9                | 16               | 25               | 14               | -                | - | -                    | -                    | -                    |                      |                      |
| 2023-2024  | Rangers de New York      | LNH         | 19  | 1                | 4                | 5                | 0                | 16               | 1 | 1                    | 2                    | 4                    |                      |                      |
| Totaux LNH | Totaux LNH               | Totaux LNH  | 712 | 91               | 244              | 335              | 155              | 58               | 8 | 11                   | 19                   | 10                   |                      |                      |

### En équipe nationale
| Année | Équipe    | Évènement                    |   | PJ | B | A  | Pts | Pun | +/-               |  | Résultat |
| 2012  | Suède U18 | Championnat du monde -18 ans | 6 | 3  | 6 | 9  | 0   | +2  | Médaille d'argent |  |          |
| 2013  | Suède U20 | Championnat du monde junior  | 6 | 2  | 1 | 3  | 0   | +2  | Médaille d'argent |  |          |
| 2014  | Suède U20 | Championnat du monde junior  | 7 | 3  | 4 | 7  | 2   | +5  | Médaille d'argent |  |          |
| 2016  | Suède     | Championnat du monde         | 8 | 1  | 7 | 8  | 4   | -1  | 6e place          |  |          |
| 2019  | Suède     | Championnat du monde         | 6 | 3  | 7 | 10 | 0   | +11 | 5e place          |  |          |